# Solar do Visconde de São Lourenço
O Solar do Visconde de São Lourenço, localizado na cidade do Rio de Janeiro, na esquina da Rua do Riachuelo com a Rua dos Inválidos, bairro do Centro, é um prédio em estilo colonial português, com três pavimentos, cuja construção foi iniciada no Século XVIII.
O seu primeiro proprietário foi Antônio da Cunha, oficial das ordenanças, que o vendeu em 1820 para Francisco Targine, Visconde de São Lourenço, conselheiro de D. João VI, o qual realizou uma grande reforma.
Após a morte do Visconde sediou o Colégio Marinho, entrando em declínio no Século XX, quando foi transformado em casa de habitação coletiva com lojas no térreo.
O tombamento pelo Instituto do Patrimônio Histórico e Artístico Nacional – IPHAN, em 1938, não o livrou da ruína, agravada por um incêndio na década de 1990 que o destruiu parcialmente.
A municipalidade carioca e o IPHAN, em parceria, têm como projeto a sua aquisição para restauração e revitalização, com a finalidade de nele instalar o Centro de Referência da Arqueologia Fluminense.